# Inocencio Bertolí
Inocencio Bertolín (Pina de Montalgrao, Castellón, 21 de julio de 1911-ib., 13 de agosto de 1948) fue un futbolista español que jugaba en la demarcación de centrocampista.

## Biografía
Debutó como futbolista en la U. E. Sants en 1932. Un año después, fue importado por el Levante F. C. sin consentimiento del Sants, momento que aprovechó el Valencia C. F. para ficharlo. Jugó en el club hasta que estalló la Guerra Civil Española. En la temporada 1938/39 jugó en el Racing Club de Ferrol. Con el club verde ganó el Campeonato de Galicia en esa campaña. Clasificado el Racing para la Copa del Generalísimo, tras eliminar a la Real Sociedad en cuartos y al Baracaldo-Oriamendi en semifinales disputó la final contra el Sevilla FC, en el estadio de Montjuic de Barcelona el 25-06-1939, con triunfo andaluz por 6 a 2. 
Tras el subcampeonato copero logrado con el Racing de Ferrol, Bertolí volvió al Valencia para jugar en el club hasta 1945. Ganó la Copa del Generalísimo en la temporada 1940/41. Además ganó también la Primera División de España en las temporadas 1941/42 y 1943/44. Tras dejar el club también jugó para la Real Balompédica Linense y para el Hércules de Alicante C. F., club en el que se retiró como futbolista en 1948. Falleció el 13 de agosto de 1948 a los 37 treinta y siete años de edad antes de fichar como entrenador de la U. D. Almería.

## Selección nacional
Jugó un partido amistoso con la selección de fútbol de España el 23 de febrero de 1936 contra Alemania en Barcelona, que finalizó con un resultado de 1-2 a favor del combinado alemán.

## Clubes
| Club                       | País   | Año       | Partidos | Goles |
| -------------------------- | ------ | --------- | -------- | ----- |
| U. E. Sants                | España | 1932-1933 |          |       |
| Valencia C. F.             | España | 1933-1936 | 55       | 5     |
| Racing Club de Ferrol      | España | 1938-1939 |          |       |
| Valencia C. F.             | España | 1939-1945 | 99       | 0     |
| Real Balompédica Linense   | España | 1946-1947 |          |       |
| Hércules de Alicante C. F. | España | 1947-1948 | 15       | 1     |

## Palmarés

### Campeonatos nacionales
| Título        | Club           | País   | Año  |
| ------------- | -------------- | ------ | ---- |
| Copa del Rey  | Valencia C. F. | España | 1941 |
| Liga española | Valencia C. F. | España | 1942 |
| Liga española | Valencia C. F. | España | 1944 |